# Nicolao da Seregno
Nicolao da Seregno (erstmals erwähnt 1463, letztmals 1500; auch bekannt als Nicolao de Lugano) war ein Maler aus dem heutigen Kanton Tessin, in der Schweiz.

## Leben und Werke
Ursprünglich aus dem Ort Seregno in der Lombardei stammend, verlegten später Onkel und Neffe Seregno ihren Wohn- und Arbeitsort nach Lugano. 1465 bis 1482 kann Nicolao dort als Ratsmitglied nachgewiesen werden, noch 1496 bezahlte er in Lugano seine Steuern. Meistens arbeitete er zusammen mit seinem Onkel Cristoforo da Seregno.
Aus der Werkstatt der Seregno sind in vielen Kirchen der Alpensüdtäler zahlreiche Fresken im Stil der oberitalienischen Spätgotik erhalten geblieben. Bekannte Werke im Kanton Tessin sind unter anderem die Apsis in der Kirche San Nicola in Giornico, die Bemalung der San Carlo di Negrentino, die Szene der Kreuzabnahme an der Chorwand in Santa Maria della Misericordia in Ascona und die Fresken in der Kirche SS. Lorenzo e Agata in Rossura.
Im Kanton Graubünden finden sich Werke der Seregno in den Kapellen St. Jakob und St. Eusebius in Breil/Brigels, in der Kapelle St. Agatha in Disentis/Mustér und in Mesocco, wo sie die Kirche Santa Maria del Castello bemalten.
Ein Wandgemälde in der ehemaligen Pfarrkirche St. Michael in Zug wird heute im Schweizerischen Landesmuseum aufbewahrt. Seregnos letztes bekanntes Werk sind die Wappen von Ludwig XII. von Frankreich für das Rathaus von Lugano aus dem Jahr 1500.

## Galerie

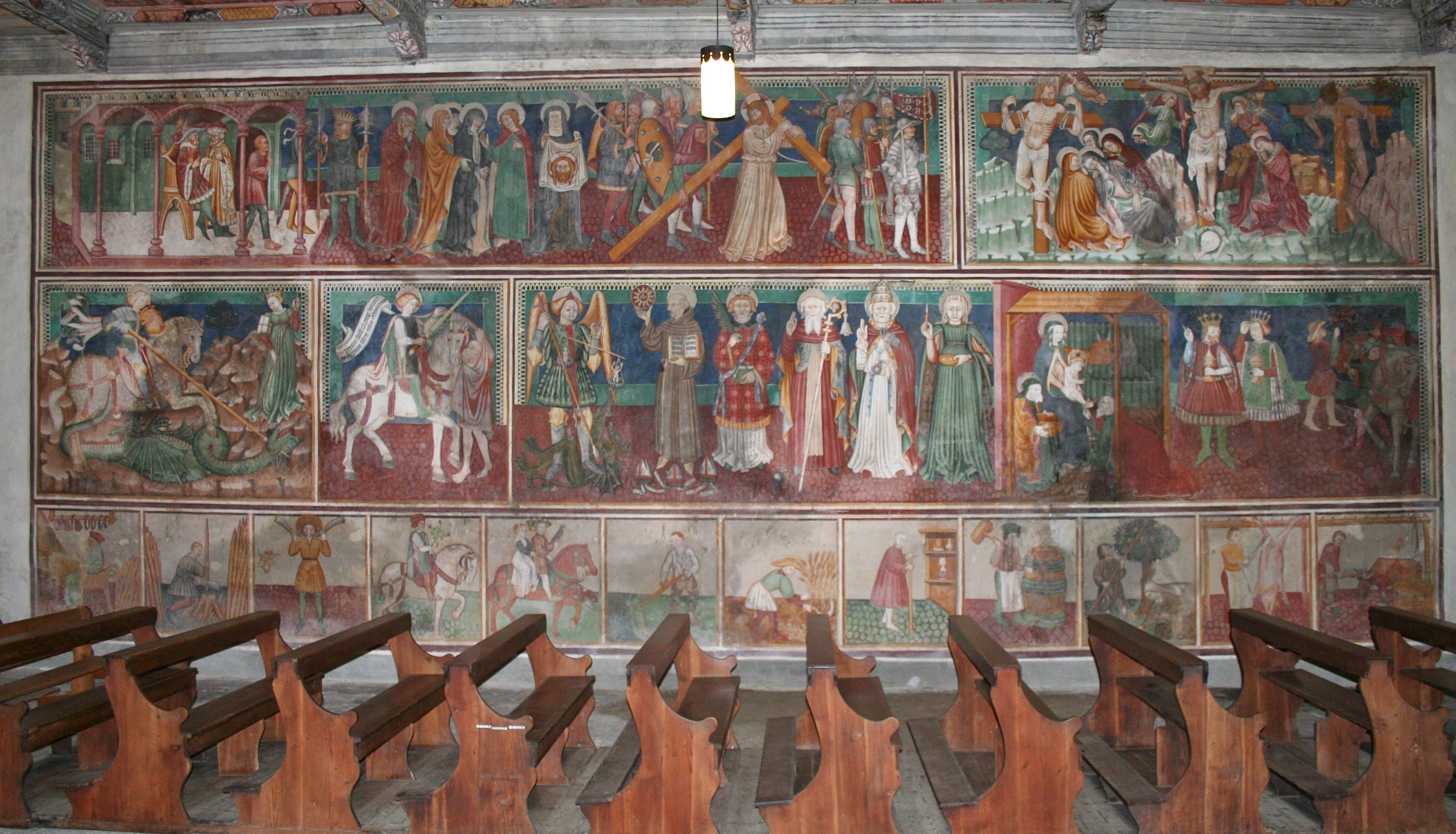
Sta. Maria del Castello in Mesocco: Nordseite
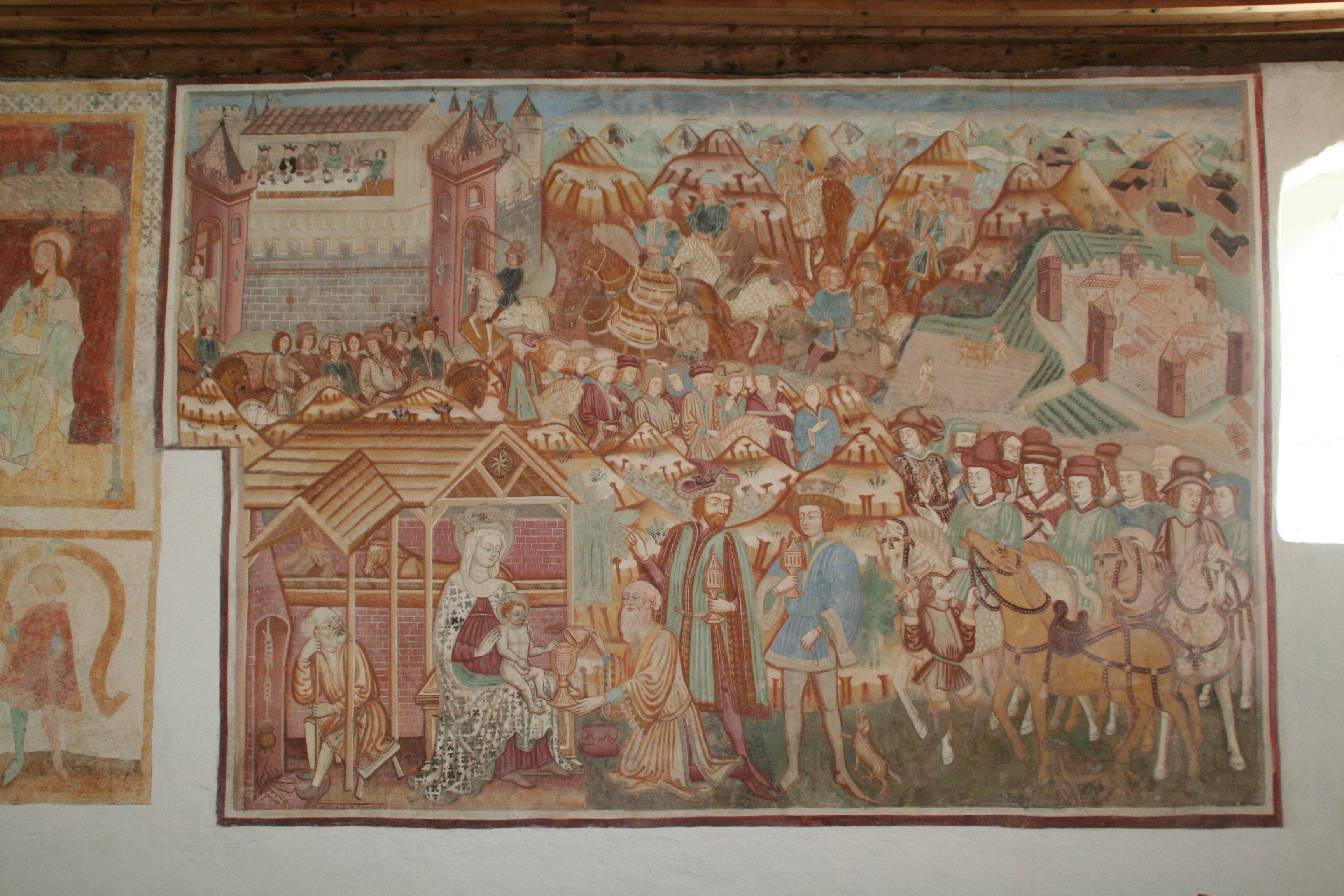
Dreikönigsbild aus der Kapelle St. Eusebius
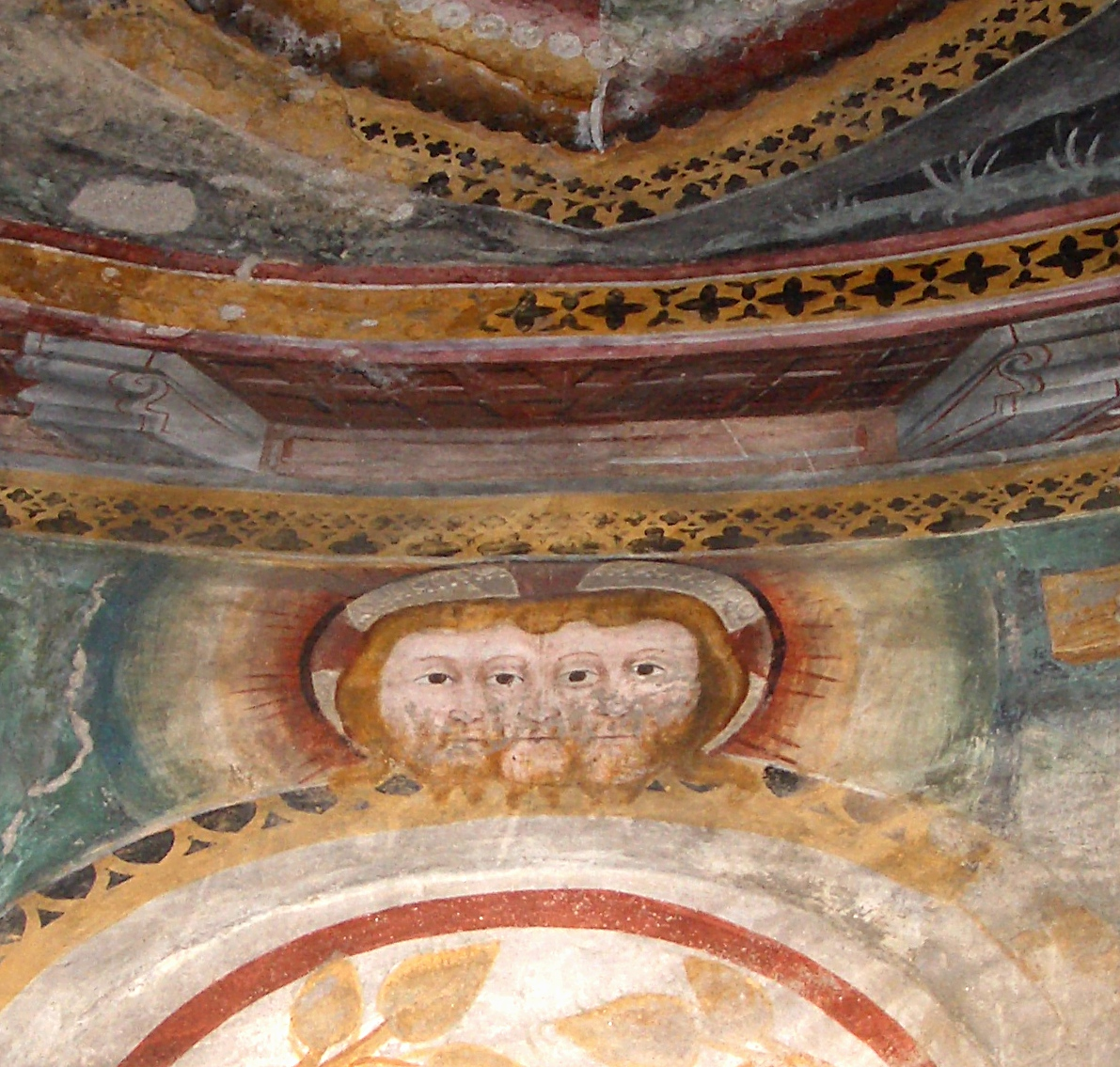
Kirche San Nicolao: Trivultus
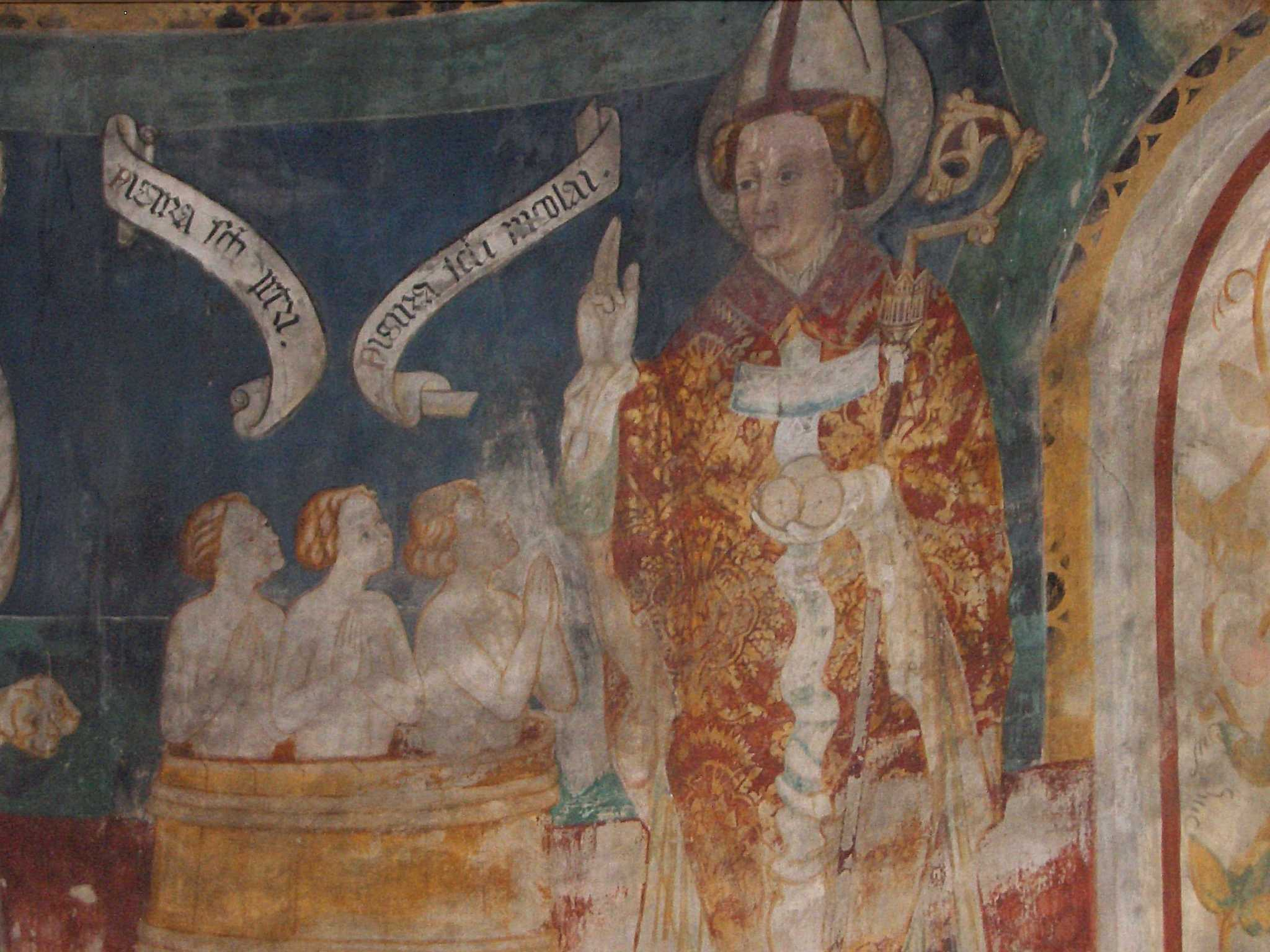
Kirche San Nicolao: Nikolaus erweckt drei Knaben zum Leben